# 4-Ацетамидобензолсульфонилазид
4-Ацетамидобензолсульфонилазид — органическое вещество, реагент для проведения диазотрансфера.

## Получение
Препаративными методами получения реагента являются:
- реакция нитрозирования 4-ацетамидобензолсульфонилгидразида;
- реакция 4-ацетамидобензолсульфонилхлорида с азидом натрия в ацетоне либо двухфазных системах[1].

Очистка проводится перекристаллизацией из толуола.

## Строение и физические свойства
4-Ацетамидобензолсульфонилазид растворяется в хлористом метилене; ограниченно растворим в толуоле, не растворяется в петролейном эфире.
В литературе не сообщается об особых мерах предосторожности при его хранении или работе с ним, поэтому рекомендуется применять общие соображения, касающиеся азидсодержащих реагентов.

## Химические свойства
4-Ацетамидобензолсульфонилазид представляет собой один из реагентов для осуществления реакции диазотрансфера. Его преимущество заключается в том, что он позволяет легче выделять продукт и является более безопасным в обращении. В то же время он реагирует более медленно, чем другие реагенты. Типичным его применением является перенос диазогруппы к активированным метиленовым звеньям, окружённым двумя карбонильными группами. Так, например, субстратами для 4-ацетамидобенхолсульфонилазида могут служить димедон, малоновый эфир, ацетоуксусный эфир. Диазотрансфер протекает в присутствии триэтиламина.
{\displaystyle {\mathsf {RCOCH_{2}COR+CH_{3}CONHC_{6}H_{4}SO_{2}N_{3}\rightarrow RCOC(\!\!=\!\!N_{2})COR}}}
Также реагент применяют для переноса диазогруппы к метиленовым звеньям, сопряжённым с двойными связями. Это позволяет получать ряд винилдиазометанов.
В редких случаях 4-ацетамидобензолсульфонилазид присоединяется азидной группой к двойным связям.